# Marcel Montfort
Marcel Montfort (* 11. November 1892 in Plainpalais, heute Genf; † 27. Mai 1971 in Lausanne) war ein Schweizer Offizier im Range eines Oberstdivisionärs. Er war Kommandant mehrerer Regimenter, Brigaden und Divisionen und leitete die Zentralschulen II und III.

## Leben
Marcel Montfort wurde 1892 als Sohn des kaufmännischen Angestellten Charles und von dessen Ehefrau Philomène (geb. Favre) geboren. Er absolvierte eine Lehre als Hochbauzeichner an der Genfer École des Beaux-Arts und der École des Arts et Metiers. Im Jahr 1918 heiratete er Alice Marie Fournier. Von 1917 bis 1924 arbeitete er als Bürogehilfe im Festungswerk Saint-Maurice.
Ab 1924 wurde er als Offizier in den Instruktionsdienst der Infanterie aufgenommen, von 1927 bis 1944 war er Generalstabsoffizier. Ende 1928 wurde er zum Major befördert. Von 1936 bis 1945 befehligte Montfort das Infanterieregiment 3, die Grenzbrigade 1 und die Gebirgsbrigade 10. Im Jahr 1939 wurde er zum Oberst befördert. Ab 1946 befehligte er die 2. Division, von 1947 bis 1955 die 1. Division und 1956/57 die Zentralschulen II und III. Er hatte in dieser Zeit den Rang eines Oberstdivisionärs inne.
Im Rahmen der von General Henri Guisan initiierten französisch-schweizerischen Zusammenarbeit während des Zweiten Weltkriegs leitete Montfort im April 1940 in Frankreich eine Geheimmission.
Von 1967 bis 1971 war er als Chefredaktor der Revue Militaire Suisse tätig.